# Manuel Ugarte
Manuel Ugarte Ribeiro (ur. 11 kwietnia 2001 w Montevideo) – urugwajski piłkarz występujący na pozycji defensywnego pomocnika w Manchesterze United oraz w reprezentacji Urugwaju. Brązowy medalista Copa América 2024. Uczestnik Mistrzostw Świata 2022.

## Kariera klubowa
W swojej karierze grał w takich klubach jak: Fénix, Famalicão, Sporting CP i Paris Saint-Germain.
30 sierpnia 2024 roku podpisał pięcioletni kontrakt z opcją przedłużenia o kolejny rok z Manchesterem United. W nowym klubie zadebiutował 14 września 2024 roku w wygranym 0:3 meczu przeciwko Southampton, zmieniając w 73 minucie spotkania Christiana Eriksena. Pierwszą bramkę dla Manchesteru United zdobył 22 lutego 2025 roku w zremisowanym 2:2 spotkaniu przeciwko Evertonowi.

## Statystyki
(aktualne na dzień 17 sierpnia 2025)
| Klub                | Sezon              | Liga                      | Liga  | Liga   | Puchar krajowy | Puchar krajowy | Puchar ligi | Puchar ligi | Kontynentalne | Kontynentalne | Inne  | Inne   | Suma  | Suma   |
| Klub                | Sezon              | Liga                      | Mecze | Bramki | Mecze          | Bramki         | Mecze       | Bramki      | Mecze         | Bramki        | Mecze | Bramki | Mecze | Bramki |
| ------------------- | ------------------ | ------------------------- | ----- | ------ | -------------- | -------------- | ----------- | ----------- | ------------- | ------------- | ----- | ------ | ----- | ------ |
| Fénix               | 2016               | Primera División Uruguaya | 1     | 0      | –              | –              | –           | –           | –             | –             | –     | –      | 1     | 0      |
| Fénix               | 2017               | Primera División Uruguaya | 0     | 0      | –              | –              | –           | –           | –             | –             | –     | –      | 0     | 0      |
| Fénix               | 2018               | Primera División Uruguaya | 1     | 0      | –              | –              | –           | –           | –             | –             | –     | –      | 1     | 0      |
| Fénix               | 2019               | Primera División Uruguaya | 35    | 1      | –              | –              | –           | –           | –             | –             | –     | –      | 35    | 1      |
| Fénix               | 2020               | Primera División Uruguaya | 16    | 1      | –              | –              | –           | –           | 4             | 0             | –     | –      | 20    | 1      |
| Famalicão           | 2020/21            | Primeira Liga             | 20    | 1      | 0              | 0              | –           | –           | –             | –             | –     | –      | 20    | 1      |
| Famalicão           | 2021/22            | Primeira Liga             | 0     | 0      | 0              | 0              | 1           | 0           | –             | –             | –     | –      | 1     | 0      |
| Sporting CP         | 2021/22            | Primeira Liga             | 25    | 0      | 5              | 0              | 4           | 1           | 4             | 0             | –     | –      | 38    | 1      |
| Sporting CP         | 2022/23            | Primeira Liga             | 31    | 0      | 1              | 0              | 5           | 0           | 10            | 0             | –     | –      | 47    | 0      |
| Paris Saint-Germain | 2023/24            | Ligue 1                   | 25    | 0      | 4              | 0              | –           | –           | 8             | 0             | 0     | 0      | 37    | 0      |
| Manchester United   | 2024/25            | Premier League            | 29    | 1      | 3              | 0              | 3           | 0           | 10            | 1             | 0     | 0      | 45    | 2      |
| Manchester United   | 2025/26            | Premier League            | 1     | 0      | 0              | 0              | 0           | 0           | –             | –             | –     | –      | 1     | 0      |
| Ogólnie w karierze  | Ogólnie w karierze | Ogólnie w karierze        | 184   | 4      | 13             | 0              | 13          | 1           | 36            | 1             | 0     | 0      | 246   | 6      |

## Sukcesy

### Sporting CP
- Taça da Liga: 2021/2022

### Paris Saint-Germain
- Mistrzostwo Francji: 2023/2024
- Puchar Francji: 2023/2024
- Superpuchar Francji: 2023/2024[5]

### Wyróżnienia
- Drużyna roku Primera División Uruguaya: 2019[6]
- Drużyna sezonu Primeira Liga: 2022/2023[7]